# De brulharp
De brulharp is het 262e stripverhaal van Jommeke. De reeks wordt getekend door Studio Jef Nys. Het album verscheen op 14 november 2012.

## Verhaal
Het album speelt zich af in de uitgestrekte bossen rond het kasteel van koningin Varazdina te Lapland. Daar kweekt de koningin slurf-elandjes, wiens haren ze gebruikt om haar viool te besnaren. Er blijkt echter iets mis te zijn, de snaren knappen bij de minste aanraking, waardoor de koningin geen viool meer kan spelen. Hierdoor dreigen er sombere tijden voor de inwoners van Varazdanja.
De hulp van professor Gobelijn wordt ingeroepen om de snaren weer supersterk te maken. Hiervoor moeten Jommeke en zijn vrienden echter de hele wereld rondreizen om de ingrediënten te verzamelen.
De broer van de koningin - Varazinof - en diens helper Boldor koesteren snode plannen. Flip luistert hen af en komt zo te weten dat ze koningin Varadzina willen verjagen en zelf de macht grijpen. Jommeke en zijn vrienden geloven hier echter niets van.